# Catalina Botero
Catalina Botero Marino (nascida em 7 de setembro de 1965 em Bogotá ) é uma advogada colombiana que atuou como Relatora Especial para a Liberdade de Expressão da Comissão Interamericana de Direitos Humanos (CIDH) de 2008 a 2014. De 2016 a 2020, foi a decano da Faculdade de Direito da Universidade dos Andes.

## Biografia

### Juventude e educação
Botero é filha de um arquiteto/designer e uma ambientalista. Frequentou a escola secundária Juan Ramón Jiménez em Bogotá e formou-se em Direito em 1988 pela Universidade dos Andes.
Enquanto estudante, foi líder do Movimento "Septima Papeleta" (Sétimo Voto), que convocou a convocação de uma Assembleia Nacional Constituinte na Colômbia em 1991.
Depois de se formar em Direito, fez pós-graduação em Gestão Pública e Direito Administrativo na mesma universidade. Prosseguiu sua pós-graduação em Madri, onde estudou Direitos Humanos no Instituto Universitário de Direitos Humanos da Universidade Complutense (1990-91). Estudou Direito Constitucional e Ciência Política no Centro de Estudos Constitucionais (1992) e formou-se em Estudos Avançados (DEA) pela Universidade Carlos III.

## Vida profissional
Botero é membro do painel de transparência externa do Banco Interamericano de Desenvolvimento, comissária da Comissão Internacional de Juristas e membro do Conselho do Instituto de Direitos Humanos da International Bar Association. Ela é professora visitante no Instituto Max Planck de Direito Público Comparado e Direito Internacional (MPIL), professora adjunta na Academia de Direitos Humanos da Universidade Americana e membro sênior da Iniciativa Global de Liberdade de Expressão da Universidade de Columbia.
Foi Relatora Especial para a Liberdade de Expressão da Comissão Interamericana de Direitos Humanos da OEA  e juíza adjunta do Tribunal Constitucional e do Supremo Tribunal Administrativo (Consejo de Estado) na Colômbia.
Ele também atua como árbitro da Câmara de Comércio de Bogotá.

### Relatora Especial
A Comissão Interamericana de Direitos Humanos (CIDH) a elegeu Relatora Especial para a liberdade de expressão em 21 de julho de 2007. Ela assumiu o cargo em julho de 2008.
Em agosto de 2010, Botero e Frank La Rue, então Relator Especial da ONU sobre Liberdade de Expressão, fizeram recomendações ao governo mexicano sobre como abordar a liberdade de expressão e o acesso à informação pública. Afirmaram que o México é o país mais perigoso para os jornalistas nas Américas. Também criticaram o fato de que a impunidade era generalizada no México, que a liberdade de expressão era restringida por leis federais e estaduais, que havia falta de pluralidade de mídia e que o acesso ao público as informações eram cada vez mais restritas.

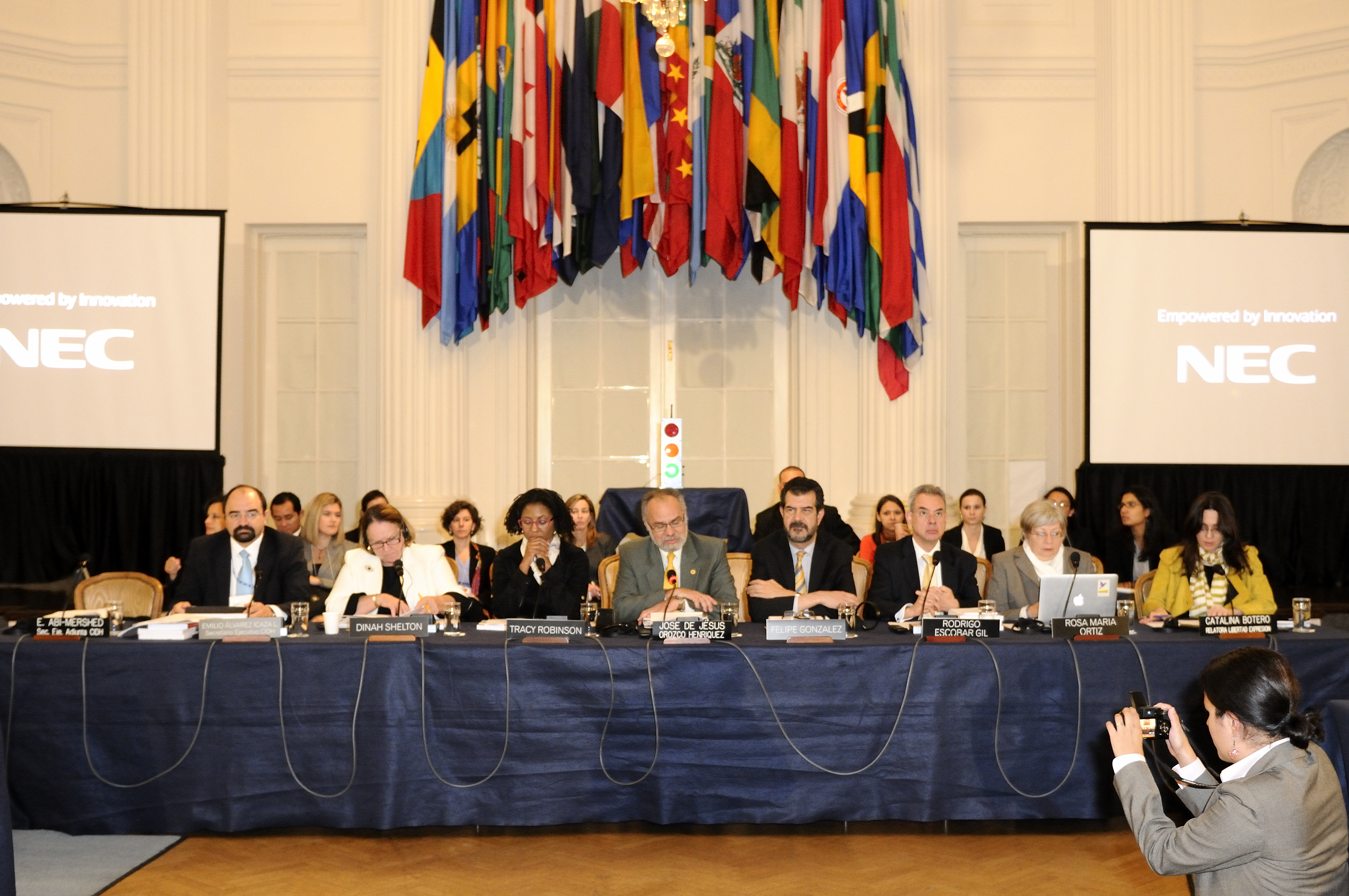
Catalina Botero participou de uma audiência perante a sociedade civil sobre o fortalecimento do Sistema Interamericano de Proteção aos Direitos Humanos em Washington D.C. no ano de 2012.

Em 2011, Botero escreveu um artigo intitulado "Liberdade de expressão nas Américas", no qual observou que, embora as ditaduras militares latino-americanas tenham dado lugar a governos democráticos, uma "cultura de sigilo" permaneceu, bem como "leis de imprensa restritivas". O referido artigo destacou que "a região enfrenta uma série de grandes desafios" e tarefas para enfrentar, incluindo a proteção dos jornalistas, a descriminalização dos atos de expressão, o acesso à informação, a censura direta e indireta, bem como a implementação do pluralismo e diversidade no debate público.
Em 2012, depois que ela criticou os ataques à mídia do presidente equatoriano Rafael Correa, ele se juntou ao presidente venezuelano Hugo Chávez para rejeitar as críticas de Botero a esses governos, e os dois apresentaram uma proposta à OEA "para revisar o escritório de liberdade de expressão e limitar sua jurisdição".
Em 22 de março de 2013, El Comercio de Perú informou que Botero havia manifestado preocupação com as restrições à comissão e seu financiamento, propostas pelo governo equatoriano; ao contrário, ela argumentou que a comissão deveria ter "um fundo permanente" que permitisse à comissão cumprir todas as suas responsabilidades. Se esse fundo não estivesse disponível, ela alertou, a Relatoria Especial teria que ser fechada.

### Outras atividades profissionais
Em janeiro de 2008, Botero participou de um seminário sobre "Mídia e Governo", organizado em Washington, D.C., pela organização Diálogo Interamericano; Botero é membro dessa organização. Em 2012, ela foi a oradora principal de um evento na Cidade do México intitulado "Mude seu mundo", promovido pelo Yahoo!, no qual mulheres de todas as Américas se reuniram para discutir e trocar experiências e ideias relacionadas a direitos humanos e tecnologia.

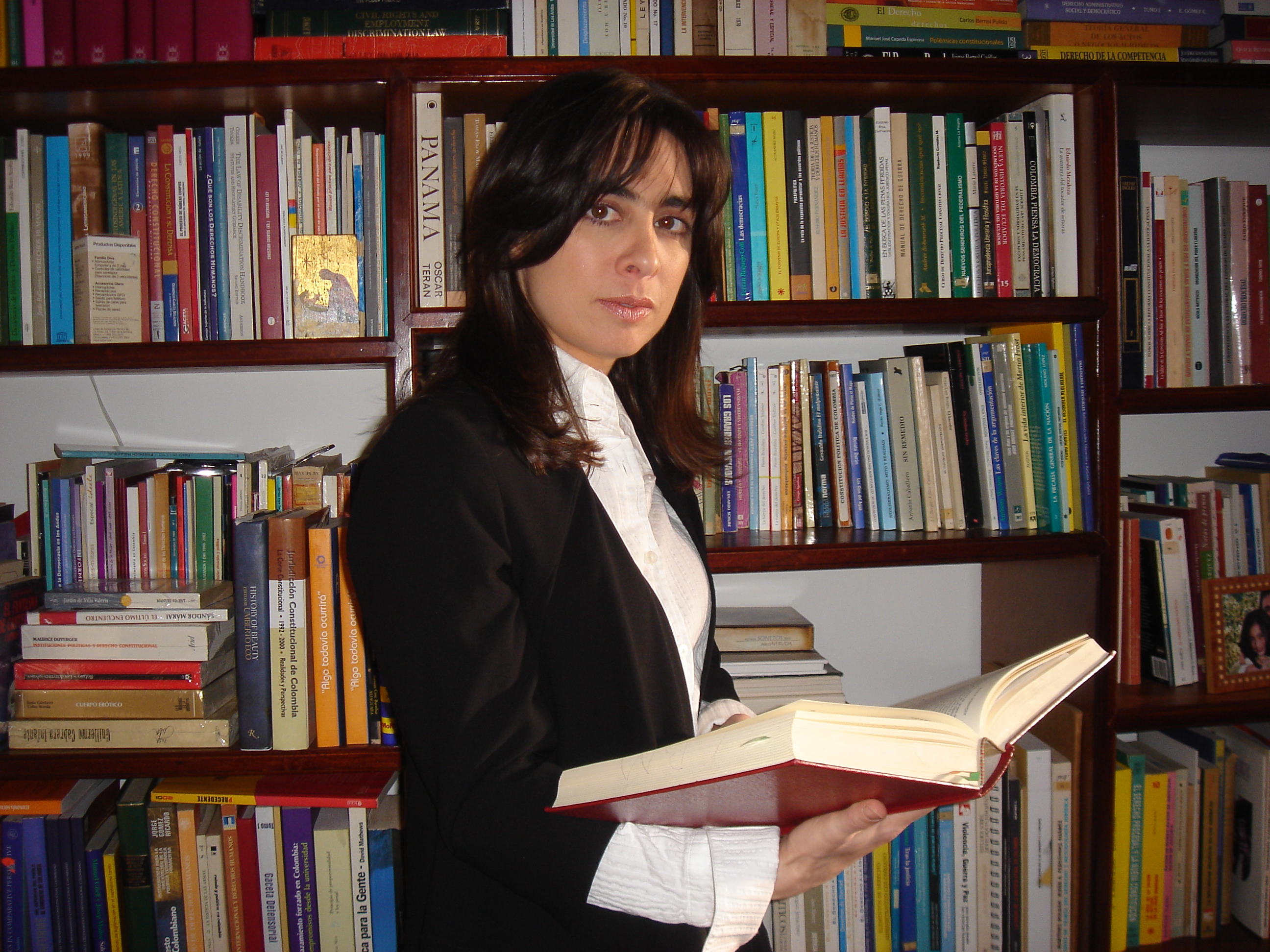
Catarina Botero, em 2014

Em 2016, Botero Marino, juntamente com um grupo de advogados colombianos, o projeto Global Freedom of Expression da Universidade Columbia a UNESCO, Dejusticia e a Fundação para a Liberdade de Imprensa, criou o banco de dados online Jurisprudencia de Libertad, permitindo o acesso às informações dos tribunais superiores de 16 países da América Latina.
Em 6 de maio de 2020, o Facebook a nomeou membro de seu Conselho de Supervisão. Catalina é diretora da Cátedra UNESCO de Liberdade de Expressão da Universidade dos Andes.